# Vasilikós (ort)
Vasilikós (Vasilikos) är en ort i Grekland.   Den ligger i prefekturen Nomós Zakýnthou och regionen Joniska öarna, i den sydvästra delen av landet, 240 km väster om huvudstaden Aten. Vasilikós ligger 119 meter över havet och antalet invånare är 285. Den ligger på ön Zakynthos.
Terrängen runt Vasilikós är huvudsakligen platt, men åt nordväst är den kuperad. Havet är nära Vasilikós åt sydost. Närmaste större samhälle är Zákynthos, 10,6 km nordväst om Vasilikós. 